# Tobias Schulze (Politiker)

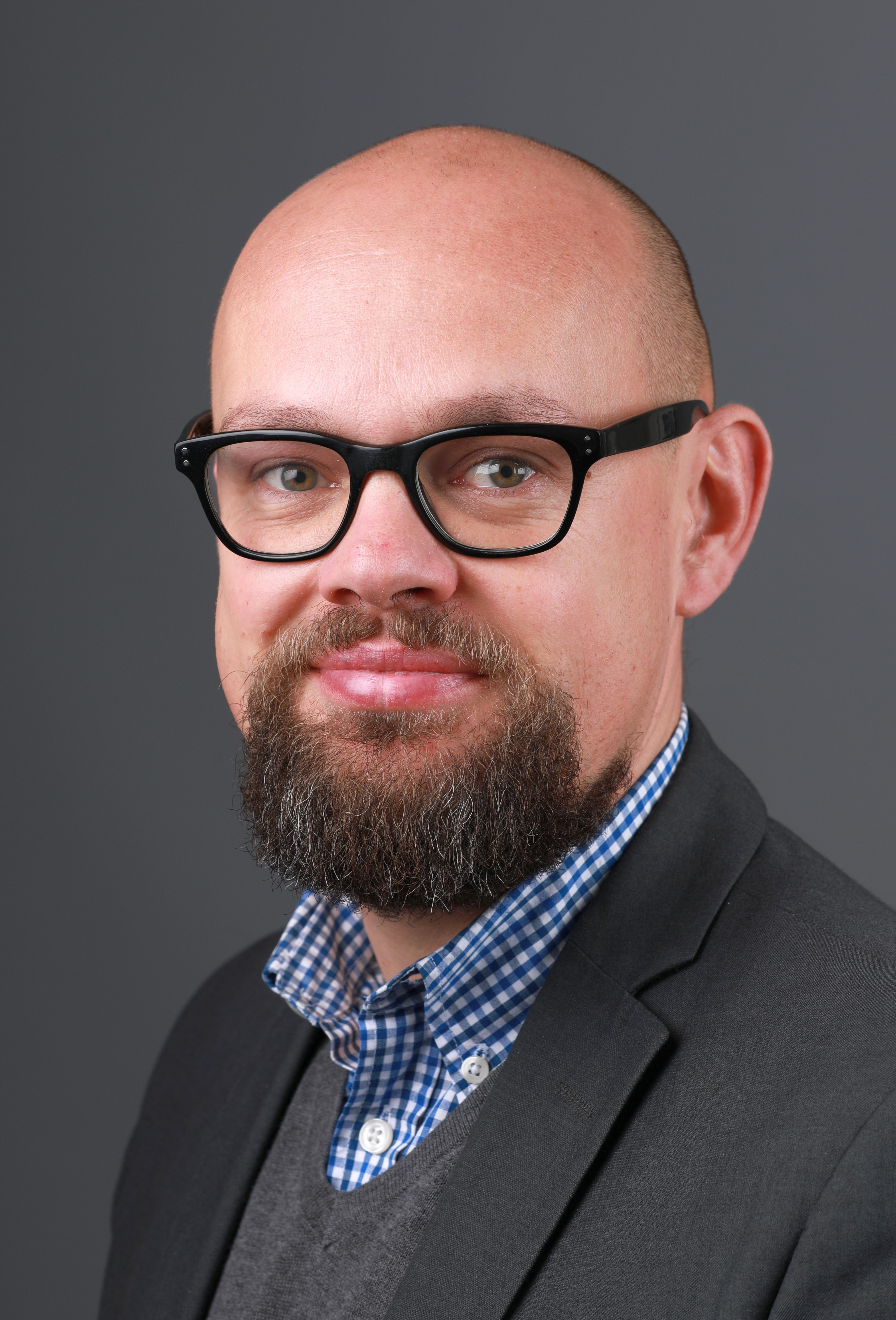
Tobias Schulze (2017)

Tobias Schulze (* 26. Januar 1976 in Wernigerode) ist ein deutscher Politiker der Partei Die Linke. Er ist seit 2016 Mitglied des Abgeordnetenhauses von Berlin. Dort ist er seit 2024 neben Anne Helm Fraktionsvorsitzender der Fraktion Die Linke.

## Leben
Schulze absolvierte eine Ausbildung zum Buchhändler. Er studierte Literatur- und Politikwissenschaft an der FU Berlin. 
Er trat 1999 in die PDS ein. Ab 2006 arbeitete er als Referent für Hochschulpolitik für die PDS-Fraktion im Abgeordnetenhaus von Berlin und anschließend als Referent für Forschungs- und Innovationspolitik der Bundestagsfraktion Die Linke und Petra Sitte.
Bei der Wahl zum Abgeordnetenhaus von Berlin 2016 zog Schulze über die Landesliste seiner Partei in das Abgeordnetenhaus von Berlin ein. Bei der Abgeordnetenhauswahl 2021 und der Wiederholungswahl 2023 konnte er seinen Sitz im Abgeordnetenhaus verteidigen. Seit 2016 ist er stellvertretender Landesvorsitzender seiner Partei. Am 11. Juni 2024 wurde er zum Co-Vorsitzenden der Linken-Fraktion im Abgeordnetenhaus gewählt.
Sein Sprengbüro genanntes Wahlkreisbüro im Sprengelkiez übernahm er von Heiko Herberg.
Schulze ist seit 2017 Beiratsmitglied der Einstein Stiftung Berlin. In seiner Funktion im Abgeordnetenhaus ist Schulze Mitglied im BerlinForum der Stiftung Zukunft Berlin.
Er ist verheiratet und hat zwei Kinder.